# 汪俅
汪俅（1505年—？），字克敬，江西廣信府貴溪縣人，軍籍，明朝政治人物。

## 生平
嘉靖四年（1525年）乙酉科江西鄉試第九十四名舉人，十七年（1538年）中式戊戌科會試第二百四十九名，二甲二十九名進士。授刑部主事，歷員外郎、郎中，出為汀州府知府。二十八年（1549年）以剿賊蒲鐵古等，升俸一級，擢福建按察司副使，歷官湖廣左參政、湖廣左布政使，四十年（1561年）閏五月升都察院右副都御史、撫治鄖陽。四十一年（1562年）三月被彈劾致仕。

## 家族
曾祖汪景深；祖父汪廷俊；父汪晅。前母徐氏；母朱氏；繼母丘氏。永感下。兄汪倬（府同知）、汪俸（知縣）、汪僅、汪化（教諭）、汪似（監察御史）、汪仟、汪何。

## 著作
有《平粵錄》。